# Stingray City

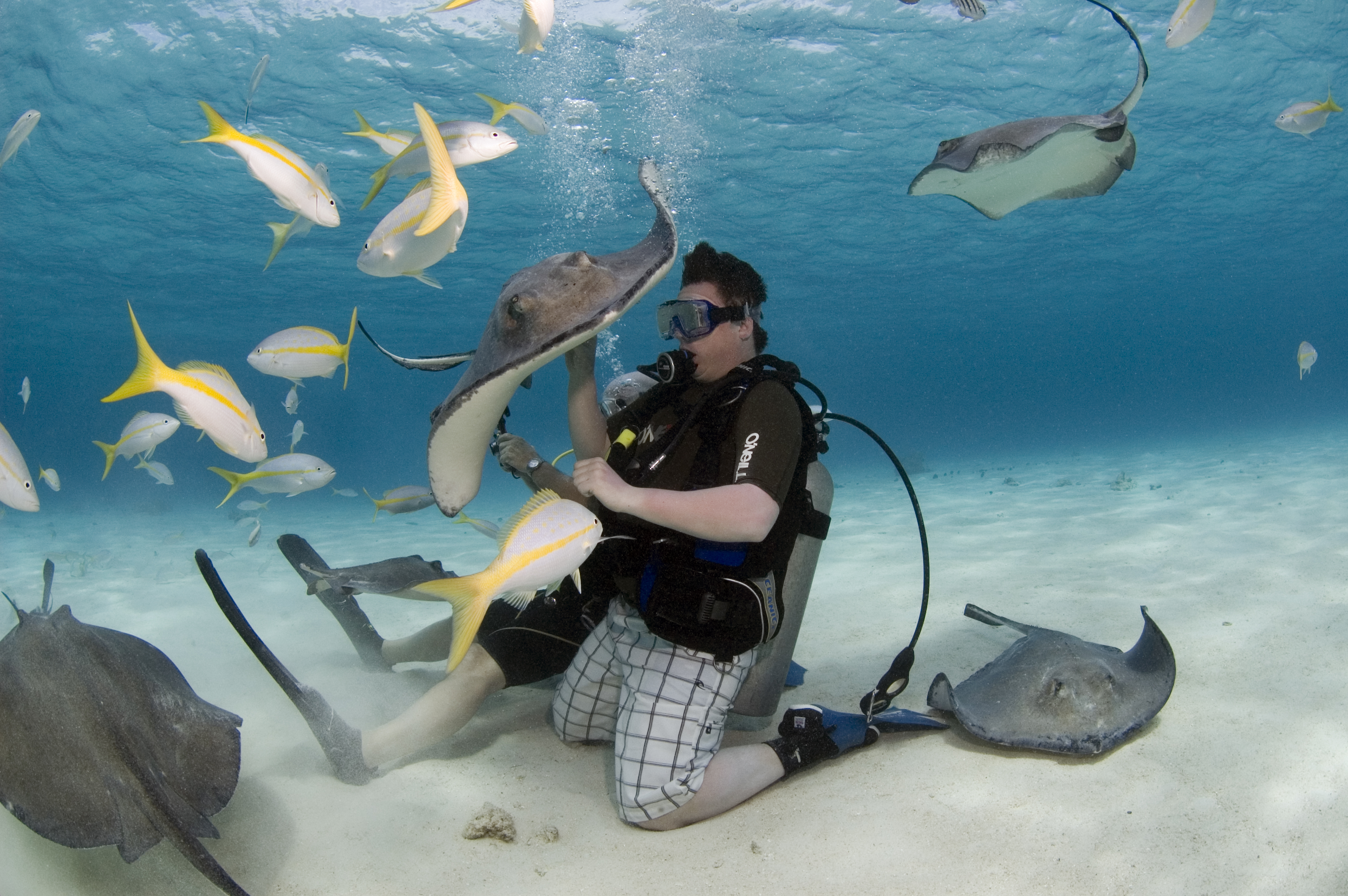
Un plongeur touchant une pastenague américaine (Dasyatis americana) à Stingray City.

Stingray City est un banc de sable submergé au large de Grand Cayman, aux îles Caïmans, connu pour son importante population de raies. Desservi par une multitude de petits bateaux, le site est très fréquenté par les touristes qui viennent voir et toucher les animaux.